# Salut 4
Salut 4 (DOS 4) – radziecka stacja kosmiczna wprowadzona na orbitę w ramach programu Salut. Baza wystartowała z Ziemi 26 grudnia 1974 roku, czyli przed zakończeniem istnienia Saluta 3 na orbitę, której pierwotne perygeum wynosiło 219 km, apogeum 270 km, okres orbitalny 89,1 min., a nachylenie orbity 51,6°. Od tej misji Rosjanie rozpoczęli program długotrwałych lotów; miały one doprowadzić do pobicia amerykańskiego rekordu ze Skylaba, a następnie trwać coraz dłużej. Lekarze radzieccy mieli na mocy porozumień związanych z lotem Sojuz-Apollo dostęp do wyników badań medycznych programu Skylab. Pierwsza załoga przebywała na pokładzie Saluta 4, podobnie jak pierwsza załoga Skylaba, dwadzieścia dziewięć dni.

## Budowa i wyposażenie
Podstawowe parametry stacji pozostały takie jak w poprzednich wersjach: długość – 21,4 m, średnica maksymalna – 4,15 m, masa – 18,9 tony, masa wraz z przycumowanym statkiem Sojuz – 25 ton, pojemność pomieszczeń – 100 m³. Powierzchnia układu baterii słonecznych wynosiła 42 m². Zamiast czterech płyt zainstalowano na niej tylko trzy płyty, ale o większej rozpiętości. Dwie umieszczono naprzeciw siebie, po „bokach” bazy, a trzecią – prostopadle do nich, na „grzbiecie” bazy. Zastosowano przy tym zamocowania wahliwe, umożliwiające oddzielne skierowanie każdej płyty ku Słońcu, bez obracania w tym celu całej bazy.
Salut składał się z czterech członów o różnych rozmiarach i przeznaczeniu. Statek Sojuz łączył się z najwęższą częścią bazy, o stożkowym kształcie, stanowiącą łącznik, przez który można było przedostać się do właściwych pomieszczeń obiektu. Do zewnętrznych ścian członu przejściowego przymocowana była antena radiolokacyjna, wykorzystywana przy przeprowadzaniu operacji łączenia z Sojuzem. W członie zainstalowano też przyrządy służące do wykonywania operacji astronomicznych.
Kolejne dwie części miały postać walców o różnych rozmiarach, połączonych ze sobą krótkim kołnierzem stożkowym. Pierwsza z nich, o średnicy 2,9 m, zawierała aparaturę klimatyzacyjną i dwie śluzy do usuwania odpadów. W drugim członie, którego średnica wynosiła 4,15 m, umieszczony był węzeł sanitarny. Obie części stanowiły właściwe pomieszczenie robocze Saluta.

Wnętrze stacji zostało wykonane zgodnie z zasadami ergonomii. M.in. ściany pomalowano na kolory pastelowe, które oddziałują łagodnie – zielony, żółty i błękitny. Przy centralnym pulpicie zainstalowano wygodne fotele. Umieszczono specjalne pasy, którymi kosmonauci się przypinali. Przy ścianach pomieszczenia roboczego znajdowały się pulpity dodatkowe, służące do kontroli układów utrzymujących warunki życiowe we wnętrzu stacji oraz do kierowania pracą aparatury badawczej i urządzeń kontrolnych. Zakończenie stacji stanowiła węższa część cylindryczna, gdzie umiejscowiono silniczki układu sterowania usytuowaniem stacji w przestrzeni.

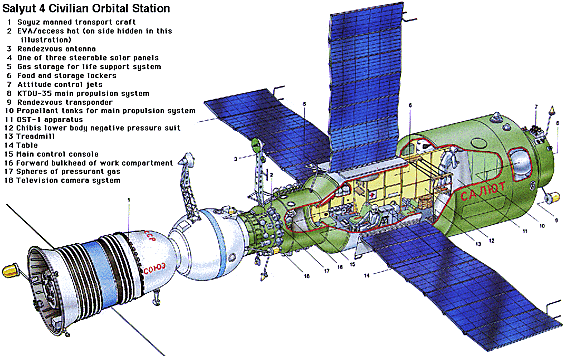
Diagram stacji Salut 4 połączonej ze statkiem Sojuz

## Załogowe misje na stację Salut 4
- Sojuz 17 – start 11 stycznia 1975
- Sojuz 18-1 – start 5 kwietnia 1975, misja nieudana – statek nie osiągnął orbity
- Sojuz 18 – start 24 maja 1975

## Misje bezzałogowe
- Sojuz 20 – 17 listopada 1975

## Program badawczy
12 stycznia 1975 nastąpiło połączenie Sojuza 17 z Salutem 4. Kosmonauci przeszli na pokład stacji kosmicznej. Po skontrolowaniu działania stacji i licznych jej urządzeń rozpoczęli realizację programu badawczego. Obejmował on 6 dziedzin. Przedmiotem badań i doświadczeń była sama stacja.

Bogaty był program badań medyczno-biologicznych. Najważniejszą jego część stanowiły obserwacje zachowań się ludzi i innych organizmów żywych w stanie nieważkości. Sami więc kosmonauci stanowili przedmiot badań. Do kontroli swych organizmów wykorzystywali aparaturę medyczną nowego typu. Należał do nich „Polimon” nadzorujący pracę serca i stan naczyń krwionośnych, dostarczający m.in. pełnych elektrokardiogramów. Badano również przebieg przemiany materii w organizmie w stanie nieważkości. W tym celu posługiwano się odpowiednim aparatem o nazwie „AMAK”. Podstawową rolę w utrzymaniu kondycji fizycznej i psychicznej spełniały przyrządy gimnastyczne. Składały się cykloergometru oraz trenażera z ruchomą bieżnią. Pierwszy z nich był to fotel wyposażony w pedały, które można było obracać nogami lub rękami. Kosmonauci mogli regulować obciążenie od 1 do 20 kg. Bieżnia ruchoma miała długość 90 cm i szerokości 40 cm. W czasie ćwiczeń kosmonauta był dociskany do niej gumowymi szelkami. Umożliwiało to chodzenie i bieg w stanie nieważkości. Odpowiednie szelki pozwalały na wykonywanie skoków w dal, a także naśladowanie podnoszenia ciężarów. W ciągu pierwszych dwu tygodni Gubariew i Greczko „przekręcili” na cykloergometrze odległość 1000 km, przeszli 100 km i przebiegli 150 km. „Podnieśli” też łącznie 20 tysięcy kg i wykonali 50 prób skoku w dal. Celem przeciwdziałania gromadzenia się krwi w górnej części ciała zakładali specjalne spodnie do dekompresji dolnej połowy organizmu. Badania z zakresu biologii i medycyny nie ograniczały się jedynie do członków załogi bazy. Na jej pokładzie znajdowały się również drobnoustroje, hodowle tkanek, wyższe rośliny, a nawet żaby. Stanowiły one materiał do badań z zakresu genetyki i embriologii.

Dużo uwagi poświęcono w Salucie 4 badaniom Słońca, zwłaszcza jego aktywności i jej wpływu na atmosferę naszej planety. Obserwacje te prowadzono w zakresach promieniowania elektromagnetycznego, w których pomiary z powierzchni Ziemi nie były możliwe do wykonania. Podstawowy przyrząd stanowił teleskop słoneczny o średnicy zwierciadła 25 cm i ogniskowej 2,5 m. Instrument ten służył do uzyskiwania zdjęć widma promieniowania ultrafioletowego Słońca. Zbudowany w Krymskim Obserwatorium Astrofizycznym został umieszczony w stożkowym zagłębieniu na zewnątrz statku. Na pokładzie bazy znajdowały się dwa teleskopy rentgenowskie. Służyły do badań Słońca i jego aktywności, a także do obserwacji źródeł promieniowania X znajdujących się w dalekiej przestrzeni kosmicznej. Jednym z celów tych pomiarów było otrzymanie informacji o procesach przebiegających w odległych gwiazdach neutronowych. Badania prowadzone z pokładu Saluta zostały ograniczone od obszarów niezbyt odległych od płaszczyzny Galaktyki.
Kosmonauci kontynuowali obserwacje powierzchni Ziemi i jej zasobów naturalnych, prowadzone wcześniej z pokładu Sojuzów i poprzednich stacji kosmicznych. Badania te były skorelowane z obserwacjami tych samych obszarów wykonywanymi przy użyciu środków konwencjonalnych – na powierzchni globu oraz z odpowiednio wyposażonych samolotów. Pierwsza załoga, która znalazła się na pokładzie Saluta – Aleksiej Gubariew i Gieorgij Grieczko – przebywała tam 29 dni. Misja potwierdziła wyniki ze Skylaba – przez miesiąc w stanie nieważkości ludzie zdążą się tylko częściowo do niej przyzwyczaić, a jednocześnie odzwyczajają się zupełnie od ziemskiej grawitacji. A więc misje powinny być dłuższe.
Sześć tygodni po nieudanej misji Sojuza 18-1 wystartowała załoga zapasowa – Piotr Klimuk i Witalij Siewastjanow. Obaj byli doświadczonymi kosmonautami; szczególnie Siewastjanow, który był jednym z członków załogi Sojuza 9 w 1970 roku, odbywając osiemnastodniowy lot. Dotarli do Saluta 4, którego urządzenia pracowały coraz gorzej. Urządzenia służące do usuwania wilgoci nie działały, okna były ciągle zamglone, zielonkawa pleśń zajmowała coraz większą powierzchnię ścian. Kosmonauci spędzili w tych warunkach 63 dni zanim pozwolono im powrócić na Ziemię. W międzyczasie odbywał się lot Sojuz-Apollo i kontrolerzy naziemni musieli sobie radzić przez jakiś czas z obsługą dwóch oddzielnych misji.

## Koniec misji
3 lutego 1977 roku po wykonaniu 12 188 obrotów wokół Ziemi, na polecenie z Centrum Kierowania Lotem stacja zeszła z orbity i weszła w gęste warstwy atmosfery nad Oceanem Spokojnym, kończąc działalność.